# Merrifieldia calcarius
Merrifieldia calcarius is een vlinder uit de familie vedermotten (Pterophoridae). De wetenschappelijke naam is voor het eerst geldig gepubliceerd in 1870 door Lederer.
De soort komt voor in Europa.